# Ализон, Мари
Мари Ализон (фр. Marie Alizon; 9 мая 1921, Ренн — 4 июня 1943, Освенцим) — деятельница Движения Сопротивления во Франции.

## Биография
Мари родилась в Ренне 9 мая 1921 года, в доме на улице Сен Мелан. Через пару лет её родители купили отель. После 2 лет учёбы в религиозном учреждении Мари получила аттестат и, вопреки советам родителей продолжить учёбу, начала работать в семейном бизнесе.
Мари взяла на себя руководство семейным предприятием после того, как мать тяжело заболела. В движении Сопротивления с 1941 года со своей сестрой Симоной: состояла в созданной британцами в рамках организации «Свободная Франция» сети «Джонни» с октября 1941 года (сеть находилась в Бретани с марта и следила за немецкими кораблями Бреста). После разгрома сети перебралась в Ренн, где начала работать в гостинице и тайно оттуда передавать в Лондон радиограммы.
С 13 по 17 марта 1942 года в Ренне прокатилась волна арестов, от которой не укрылись и Мари, и Симона. Мари была брошена в тюрьму Ла-Санте (Париж), затем в Форт де Роменвиль (после известия о смерти матери 5 июля 1942). 23 января 1943 переведена в Освенцим, где 4 июня того же года умерла от истощения.
Симона, её сестра, выжила в концлагерях и после войны вышла замуж за Жана Ле Ру, активиста сети «Джонни». В 1996 году Симона опубликовала книгу воспоминаний «L'exercice de vivre».